# Ryukuaster onnae
Ryukuaster onnae är en sjöstjärneart som beskrevs av Mah 2007. Ryukuaster onnae ingår i släktet Ryukuaster och familjen ledsjöstjärnor. Inga underarter finns listade i Catalogue of Life.